# Claude Lagoutte
Claude Lagoutte est un peintre français né à Rochefort le 10 décembre 1935 et mort à Paris le 18 juillet 1990.
Il vécut à Yvrac (Gironde), puis à Paris au 4, passage de la Main-d'Or à partir de 1979.

## Biographie
Fils de Roger et Madeleine Lagoutte, à Rochefort, où son père est commerçant et sa mère couturière, Claude Lagoutte effectue sa scolarité au lycée Eugène-Fromentin de La Rochelle et obtient son baccalauréat philosophie en 1952. Après avoir entamé des études d'architecture, il se réoriente en 1953 vers l'École de santé de la marine de Bordeaux et obtient son diplôme de pharmacien en 1957.
Parallèlement à ces études, l'adolescent affirmait un goût prononcé pour la peinture qu'il pratiquait. Il s'était attaché au musée du Louvre lors de séjours chez une tante à Paris, et brossait des paysages charentais. C'est en 1958, alors qu'il accomplit un stage de fins d'études à l'école du Pharo de Marseille qu'il découvre Vassily Kandinsky et Paul Klee et qu'il peint ses premiers tableaux abstraits.
Entré ensuite à l'École d'application du service de santé des troupes coloniales, le lieutenant Claude Lagoutte est en 1959 appelé en poste au Laos. Là encore il s'adonne à la peinture de paysages, mais aussi visite la Thaïlande, Hong Kong et l'Inde, avant d'être appelé en 1962 en Côte d'Ivoire (Bouaké, puis Abidjan) où lui naît sa vénération pour les Arts premiers d'Afrique.
Le capitaine Claude Lagoutte revient en France en 1965, visite le Maroc et l'Espagne), puis les musées de Hollande avent d'être appelé en poste à Alger, peignant là encore, se rendant sur les grands sites archéologiques d'Algérie, Tunisie et Libye. Il séjourne dans le Tassili n'Ajjer en 1968, rentre à Paris en 1969, épouse en 1970 Françoise avec qui il se rend pour deux ans en poste à Brazzaville. C'est là que naît Marie, sa première fille, mais aussi que se tient sa première exposition personnelle, au centre culturel de l'Alliance française. À la fin de l'année 1972, Claude et Françoise Lagoutte s'installent en Gironde à Bordeaux, où naît Hélène, puis à Yvrac où naît Louise, partageant sa vie entre le domicile familial et Paris où il est alors nommé.
Le rythme des voyages-découvertes, tant en France qu'hors-frontières, ne ralentit pas : la Turquie (1972), le Hoggar (1973), l'Aveyron (1974), l'Égypte (1975 et 1976), l'Ile d'Oléron (chaque année à compter de 1975), Londres et l'Écosse (1976), le Sinaï (1976), l'Inde (1978, 1979 et 1981), le Yémen, le Népal, le Cachemire et le Bhoutan (1979).
Claude Lagoutte participe à des expositions collectives puis individuelles à compter de 1975 et, en 1977, le Commandant Claude Lagoutte est admis à la retraite militaire. Comme il aimait le dire, de « peintre à temps partiel », il va alors devenir « peintre à plein temps ». La décennie 1980 est ainsi le temps-plein de l'art, de la création, des voyages encore (la Turquie en 1986, Rhodes en 1988 et l'Inde, encore et surtout, dont les bords de la Narmada en 1989), des amitiés intellectuelles (Jean-Pierre Péroncel-Hugoz, Robert Coustet), artistiques (le peintre et galeriste algérois Pierre Famin) et religieuses (le père dominicain Jacques Laval), des retraites spirituelles aussi (le couvent des Jacobins de la rue Saint-Jacques à Paris, le couvent Sainte-Marie de La Tourette (Rhône), l'abbaye Saint-Wandrille de Fontenelle en Seine-Maritime, le Mont Athos en Grèce, les monastères du Tibet).
C'est également le temps du combat contre une cruelle maladie. Le dernier voyage de Claude Lagoutte est, en juillet 1990, pour un « autre monde » auquel il croyait.
Il est inhumé au cimetière de Saint-Laurent-de-la-Prée (Charente-Maritime).

## Œuvre
Lors de ses voyages, Claude Lagoutte note sur un carnet — qui de la sorte se fait lui aussi œuvre d'art — les couleurs et les indices topographiques des paysages traversés, des bribes de discussions avec des autochtones, des réminiscences de lectures et des extraits d'échanges épistolaires avec ses proches. Revenu dans son atelier, il reconstitue sur la toile l'itinéraire parcouru, découpant des lanières de tissu ou de papier, les pliant, les colorant, les tressant, les cousant: deux temps se rejoignent alors, le temps physique de la marche et son alter ego intellectuel, le temps de la traduction picturale : comme l'écrit Charles Juliet, avec Claude Lagoutte « le temps n'est pas violenté, il est courtisé ».
Ainsi, lorsqu'en 1977 le musée d'Art et d'Histoire de Cognac lui consacre une exposition, Claude Lagoutte se rend à Cognac à pieds depuis Yvrac : cinq jours où il arpente les paysages, fait des croquis, ramasse la terre. La longue toile qui en résulte, présentée à l'exposition de Cognac, accrochée en cimaise, déroulée au sol, se présentant comme un chemin en cinq parties, les cinq étapes différenciées par les nuances des pigments qu'offrent à l'artiste les lieux traversés.
L'expérience Yvrac-Cognac inaugue le temps où Claude Lagoutte sépare systématiquement ses toiles des châssis qui les tendaient afin de les laisser flotter, peut-être aussi afin que les limites du cadre lui permettent les rajouts, les extensions, signifiant de la sorte à l'artiste une même liberté de parcours sur la toile que sur les routes ou les chemins, dans les terres de labour ou dans les sommets montagneux.

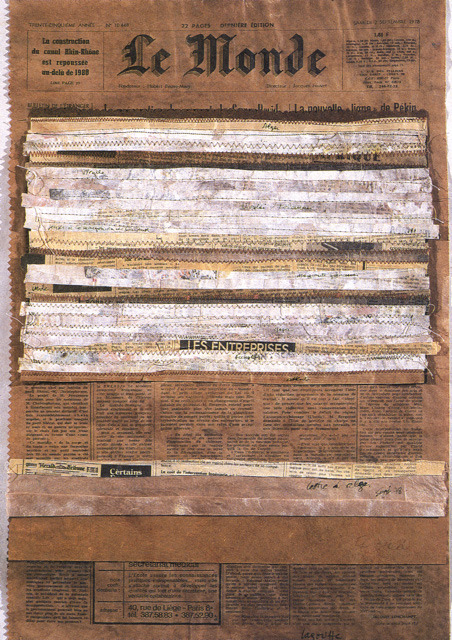
Claude Lagoutte, Le Monde, 1980, localisation inconnue.

Les œuvres de Claude Lagoutte témoignent des périples qui couvrent les années 1970 et 1980 :
- Bayreuth, premier cahier de voyage, écrits et dessins, 1971 ;
- Les Labours, 1978 ;
- Les papiers cousus du quotidien Le Monde, 1978 ;
- Bharat Bagwan, carnet de voyage manuscrit illustré de dessins, récit de la remontée pédestre des rives du Gange jusqu'à sa source, 1978[5] ;
- Oléron, à partir de 1980 ;
- Voyage en France, rouleau de 17 mètres constitué de lanières de toiles cousues, 1984[5] ;
- Entre Rahon et Vernois (Jura), vacances d'été 1984 ;
- Pyrénées, 1984-1986 ;
- Les Bellons, à partir de 1986.

### Livres illustrés
- Andrée Marik, La Porte du soleil, Les cahiers de l'arbre, 1976.
- Andrée Marik, Flash, Les cahiers de l'arbre (imprimé par Jean Le Mauve, Saint-Quentin-en-Allan), 1978
- Andrée Marik, Le Cognac gastronome, Éditions Andrée Marik-Descamp, Cognac, 1978

### Publications
- Bharat Bagwan, février 1978, cahier de 37 pages sur papier kraft[5] publié en fac-similé, Les éditions océanes, Saint-Denis d'Oléron, 2008[6].
- Carnets du Tibet, préface de Charles Juliet, La Riche, Éditions Diabase, collection « Liens et résonance », 2008[7],[8].
- En suivant la Narmada, précédé de Souvenirs d'Inde, préface de Robert Coustet, La Riche, Éditions Diabase, collection « Liens et résonance », 2008[9].

## Expositions

### Expositions personnelles
- Centre culturel français de Brazzaville, 1972, toiles abstraites nuagistes.
- Galerie E. et X. Germain, Paris, 1977.
- Galerie Ragamala, Paris, 1977.
- Galerie du Fleuve, Bordeaux, 1977 et 1979.
- Musée d'art et d'histoire de Cognac, 1977.
- Galerie Lempen, Zürich, 1979.
- Galerie Françoise Palluel, Paris, 1979, 1980.
- Galerie Le Troisième Œil, Bordeaux et Paris, 1981, 1984, mars-avril 1987, 1995, mai-juin 1996, avril-juin 1998[10].
- Talcy, Château de Chambord, 1981.
- Galerie Noella Gest, Saint-Rémy-de-Provence, 1979, 1982.
- Galerie Kreth d'Orey, Heidelberg, 1983.
- Galerie Gudula Buchhottz, Zurich, 1984.
- Galerie Charles Sablon, Paris, 1984, 1986, 1988, 1990, 1992.
- "Un voyage au Kutch" by Claude Lagoutte - Works reflecting his recent journey into Nothern Gujarat, Alliance française, Bombay, février-mars 1988 (préface du critique d'art Dnyaneshwar Nadkarni).
- Claude Lagoutte - Voyages et autres traces, Musée des beaux-arts de Bordeaux, mai-septembre 2008[11],[12]
- Galerie Intuiti, Paris, novembre 2013 - janvier 2014[13].
- Galerie Convergences[14], Paris, décembre 2013 - janvier 2014[13].
- Claude Lagoutte - Œuvres inédites, Centre d'art contemporain du château Lescombes, Eysines, octobre 2022[15].

### Expositions collectives

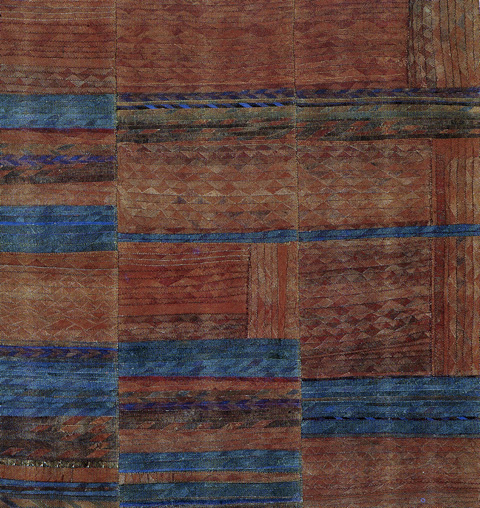
Claude Lagoutte, Inde, 1985, localisation inconnue.

- Mostra del Larzac, La Couvertoirade, 1975, 1980, 1985.
- Fondation d'art Moderne, Soulac-sur-Mer, 1975, 1980.
- Galerie des beaux-arts, Bordeaux, 1976.
- Biennale de Villeneuve, 1976.
- Galerie E. et X. Germain, 1976.
- Salon des réalités nouvelles, Paris, 1977.
- Féminin-dialogue peinture/couture, Unesco, Paris, 1977.
- Rencontres internationales d'art contemporain, La Rochelle, 1977.
- Quatre peintres, Centre Georges-Pompidou, Orly, 1978.
- Fiac Paris, 1980, 1981.
- Galerie Lempen, Bâle, 1980.
- Galerie Paladijn, Amsterdam, 1980.
- L'envers, la main et le pied dans l'art, Galerie Charmy, 1981.
- Art 81, Bâle (avec la Galerie Noella Gest, Saint-Rémy de Provence), 1981.
- Livres d'artistes, maison de la culture de Saint-Étienne, 1982.
- Livres d'artistes, bibliothèque De Amicis, Gênes, 1982.
- Art 82, Bâle, 1982.
- Papiers déformés, Musée du Château d'Annecy, 1983.
- Présence de formes, Les Angles (Gard), 1983.
- Artistes au grand jour, Galerie N.R.A., Paris, 1983.
- Livres d'artistes, livres-objets, Palais synodal de Sens, 1983.
- Images d'aujourd'hui : Béatrice Casadesus, Henri Cueco, Peter Klasen, Aki Kuroda, Claude Lagoutte, Bernard Moninot..., Hôtel de ville (centre d'action culturelle) de Niort, mars 1985.
- East-West Visual Art Encounter, Bombay, 1985.
- Livres d'artistes, Bibliothèque publique d'information du Centre national d'art et de culture Georges-Pompidou, juin-octobre 1985[16].
- Foire internationale d'art contemporain (stand Galerie Palluel, Paris), Grand Palais, Paris, octobre 1985.
- Parafibre, ville de Vénissieux, octobre-novembre 1987.
- Art textile contemporain français, Tokyo, 1988.
- Collection contemporaine BNP, École nationale supérieure des beaux-arts, Paris, avril-juin 1991[17].
- De Bonnard à Baselitz, dix ans d'enrichissements du Cabinet des estampes, Bibliothèque nationale de France, 1992[18].
- Exposition Nabisco - Lagoutte, FRAC Aquitaine et MC2a, Flèche d'Or, Paris, juin-juillet 2002[19].
- Trente ans de passion - Collection de l'Hôtel Bedford, Espace culturel Les Dominicaines, Paris, octobre-décembre 2009[20].
- L'art abstrait à Bordeaux - 1940-1970, la Vieille église Saint-Vincent, Mérignac, décembre 2009[21].
- Le papier à l'œuvre (Œuvres de Nicolas Poussin, Pablo Picasso, Georges Braque, Alberto Giacometti, Claude Lagoutte...), musée du Louvre, Paris.
- Comme jamais - Œuvres singulières de la collection, Galerie des beaux-arts, Bordeaux, novembre 2011 - février 2012[22].
- Autour de Bissière en Aquitaine, Galerie Le Troisième Œil, Bordeaux, avril-juin 2015[23].
- Le don d'ubiquité, Galerie Intuiti, Bruxelles, janvier-février 2015[24].
- L'Été prend l'Art, Galerie Le Troisième Œil, Bordeaux, juin-juillet 2015.
- Les peintres et l'Italie, Musée des beaux-arts de Bordeaux, mai-octobre 2015.
- Stipo Pranyko et Claude Lagoutte en parallèles, Galeries Gratadou-Intuiti et Convergences, Paris, novembre 2016-janvier 2017[25].
- Quasar, la collection, Musée des Beaux-Arts de Pau, octobre 2019 - février 2020[26].

## Réception critique
« S'il utilise le paysage, ce n'est plus comme une image au sens occidental, mais comme une sorte de maquette vivante, comme un mandala. L'intérêt de cette attitude est que le paysage n'est plus alors un cadre classique qui met en scène l'homme mais une sorte de dispositif qui s'allie avec la nature, qui tend, à force de connaître la nature, à devenir naturel lui-même. Pour Lagoutte, la peinture n'est pas une surface mais une traversée, pas une image mais une action, même pas un art mais sa propre vie tracée, écrite de ses mains. »

— Didier Arnaudet

« Étalés, ouverts, sans bordure, sans contour, sans arête rigoureuse, les longs tableaux, les longs papiers saturés de peinture, de traces, de scarifications linéaires, de signes vibrants, sont de véritables dramaturgies de l'étendue. Ils célèbrent la course d'un temps qui déroute la perception. Les dessins sur cahier dont les élégies de l'ample lointain. Ils mettent le regard en possession de la distance. Et de cette plaine de lumière qui s'ouvre au plus profond de la pensée. Authentique cosmogonie intime, l'image peinte ou inscrite ne se distingue pas du langage. »

— Claude Bouyeure

« Indifférent à l'habituelle opposition entre figuration et abstraction, Claude Lagoutte rêve d'une forme de paysage total. Au-delà de la représentation d'un site, son paysage est l'évocation d'un parcours qui doit prendre en compte l'effort physique du promeneur, la durée de la promenade et qui mêle indissociablement la nature et les sensations de celui qui la découvre... Il imagine donc un paysage-souvenir, un paysage-journal de voyage. Il se déclare "peintre-chemineau" et affirme qu'il "crée le paysage en l'arpentant de ses jambes" ou encore qu'il "ouvre le tableau qu'il laboure de ses mains". »

— Robert Coustet

« Ni représentation, symbole ou concept, les paysages de Lagoutte existent matériellement, faits de cette terre qu'il a ramassée en Inde et qui se retrouve dans son papier. »

— Luc Vézin

« L'œuvre de Claude Lagoutte est une œuvre grave, silencieuse, intimiste[...] Tout en explorant sa propre réalité interne, il s'est largement ouvert au monde. À son immensité. Avec une avidité insatiable. Un besoin d'aller toujours plus loin dans la découverte. Au terme de ses randonnées, il avait été amené à conclure: "Une seule chose à peindre: le sentiment de mystère devant le monde". »

— Charles Juliet

« Son langage le différencie du mouvement Supports/Surfaces, qui ne permet pas l'amalgame. Son contact permanent avec la nature épouse la rythmique délicate, la perception tactile de ses œuvres sensorielles qui ne sont pas sans évoquer des partitions musicales... Pour Claude Lagoutte, une toile, c'est une surface qui donne une émotion. »

— Lydia Harambourg

« C'était un mystère pour moi, le travail de mon père. De son atelier sortaient d'étranges bouts de papier, collés ou cousus, avec du texte dessus… Mais je reconnaissais souvent ce que je voyais quand même: le ciel et la mer de l'île d'Oléron, la terre de sienne des Bellons, les glaciers et les granites des Pyrénées, les champs labourés et leurs lignes sinueuses… Les textes sur les tableaux me donnaient des indications de lieux et de dates […]. C'est resté cela, pour moi, le travail de mon père, c'est bricoler avec la terre et le ciel, faire des cartes géographiques, montrer les chemins et les pentes semées de mots. »

— Hélène Lagoutte

## Collections publiques

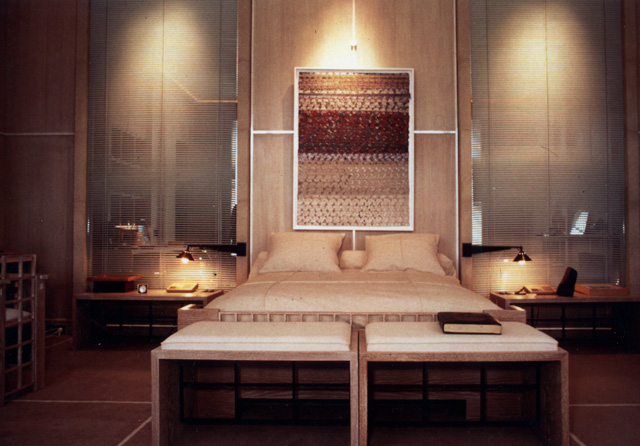
Peinture de Claude Lagoutte ornant une chambre du palais de l'Élysée à Paris.

- Musée national d'Art moderne, Paris, Lettres d'Inde et Voyage d'Yvrac à l'Ile d'Oléron, cinq œuvres datées 1979[31].
- Département des estampes et de la photographie de la Bibliothèque nationale de France, Paris, Inde - Népal décembre 1982 - mars 1983, livre d'artiste manuscrit illustré de dessins, 96 pages pliées en accordéon, exemplaire unique[18].
- Manufacture de Beauvais, Trajet, tissage 1985-1987[32].
- Palais de l'Élysée, Paris[13].
- Musée Cantini, Marseille, Exercice d'écriture: première lecture de Gurdjieff, dessin.
- Musée des Beaux-Arts de Bordeaux, Journal indien, 1979[12].
- CAPC musée d'art contemporain de Bordeaux, Papier indien, aquarelle sur papier en bandes cousues 111,5x79,3cm, 1981[33],[34].
- Bibliothèque municipale de Bordeaux, Lettres d'Inde, 1979-1980[35],[12].
- FRAC Aquitaine, Bordeaux, Toile peinte, technique mixte sur bandes de tissus, 354x128cm, 1983[36].
- Fonds régional d'art contemporain Auvergne, Clermont-Ferrand.
- Musée d'Art et d'Histoire de Cognac, Champ labouré après la pluie, textile peint marouflé sur toile, 145x135mm, 1976[12].
- Fonds régional d'art contemporain Languedoc-Roussillon, Montpellier.
- Couvent des Jacobins (rue Saint-Jacques), Paris : parement d'autel de l'église[37].
- Fonds régional d'art contemporain Île-de-France, Paris.
- Manufacture des Gobelins, Paris.
- Mobilier national, Paris, dont tapisserie de lice déposée à la Communauté d'agglomération du Beauvaisis.
- Fonds national d'art contemporain, Puteaux :
  - Rencontre avec des hommes remarquables, huile sur toile 200x140cm, vers 1982[38] ;
  - West, gouache et crayon sur papier marouflé et tendu sur toile 327x166cm, 1984[39] ;
  - Dessin sans titre, pastel, craie et acrylique sur trois bandes de papier 94x265cm, 97x263cm et 97x267cm assemblées par couture, 1984[40].

## Collections privées
- Quasar, collection Anne-Marie et Jean-Jacques Lescourgues, Toile au damier, Yémen, 1979 et Bombay, 1985[41].
- Hôtel Bedford, Paris, Labour, technique mixte sur toile cousue, 1975[42].
- Banque nationale de Paris[37],[17].

### Articles de presse
- Claude Bouyeure, « Lagoutte et la carte du temps », in Opus international, no 66-67, mai-juin 1978, pp. 92-93.
- Didier Arnaudet, « Claude Lagoutte, un peintre-paysagiste - Interview de Claude Lagoutte », Art press, mai 1981.
- Claude Lagoutte, « Un jour le peintre… » et Michel Thomas, « Claude Lagoutte », Textile/Art, no 12, été 1984 ; voir sur le site de la revue.
- Didier Arnaudet, « Claude Lagoutte, la passion des surfaces et des couleurs », Vie des Arts, no 119, 1985.
- Claude Bouyeure, « Carnets de voyages - Interview de Claude Lagoutte », Cimaise, no 188-189, juin-août 1987.
- Valérie de Saint-Do, « Le dernier voyage de Lagoutte », Sud Ouest, 9 mai 1996.
- Lydia Harambourg, « Claude Lagoutte, le peintre arpenteur d'espace », La Gazette de l'Hôtel Drouot, no 42, 6 décembre 2013.

### Radiophonie
- Fleuve de jouissance, entretien avec Claude Deleri, France-Culture, décembre 1989.
- Agora, entretien avec Olivier Germain-Thomas, France-Culture, janvier 1990.